# Resolución 1500 del Consejo de Seguridad de las Naciones Unidas
La resolución 1500 del Consejo de Seguridad de las Naciones Unidas, adoptada el 14 de agosto de 2003, tras reafirmar resoluciones anteriores sobre el Iraq, en particular la Resolución 1483 (2003), el Consejo estableció la Misión de Asistencia de las Naciones Unidas para el Iraq (UNAMI) y acogió con satisfacción la creación del Consejo de Gobierno del Iraq.
El Consejo de Seguridad reafirmó la soberanía y la integridad territorial del Iraq y el papel de las Naciones Unidas en el país. Acogió con satisfacción la creación del Consejo de Gobierno como un paso importante hacia la formación de un gobierno representativo y ampliamente reconocido. La resolución también estableció la UNAMI para ayudar al Secretario General Kofi Annan en la implementación de su mandato en virtud de la Resolución 1483 por un período inicial de doce meses. La UNAMI también ayudaría en la coordinación de funciones humanitarias y de otro tipo.
La resolución 1500 fue adoptada por 14 votos a favor, ninguno en contra y una abstención de Siria. El representante sirio dijo que su voto reflejaba la opinión del mundo árabe y la necesidad de poner fin a la ocupación del Iraq, y había expresado su pesar por el proceso de consultas que condujo a la adopción de la actual resolución.